# Президентські вибори в Азербайджані 2008

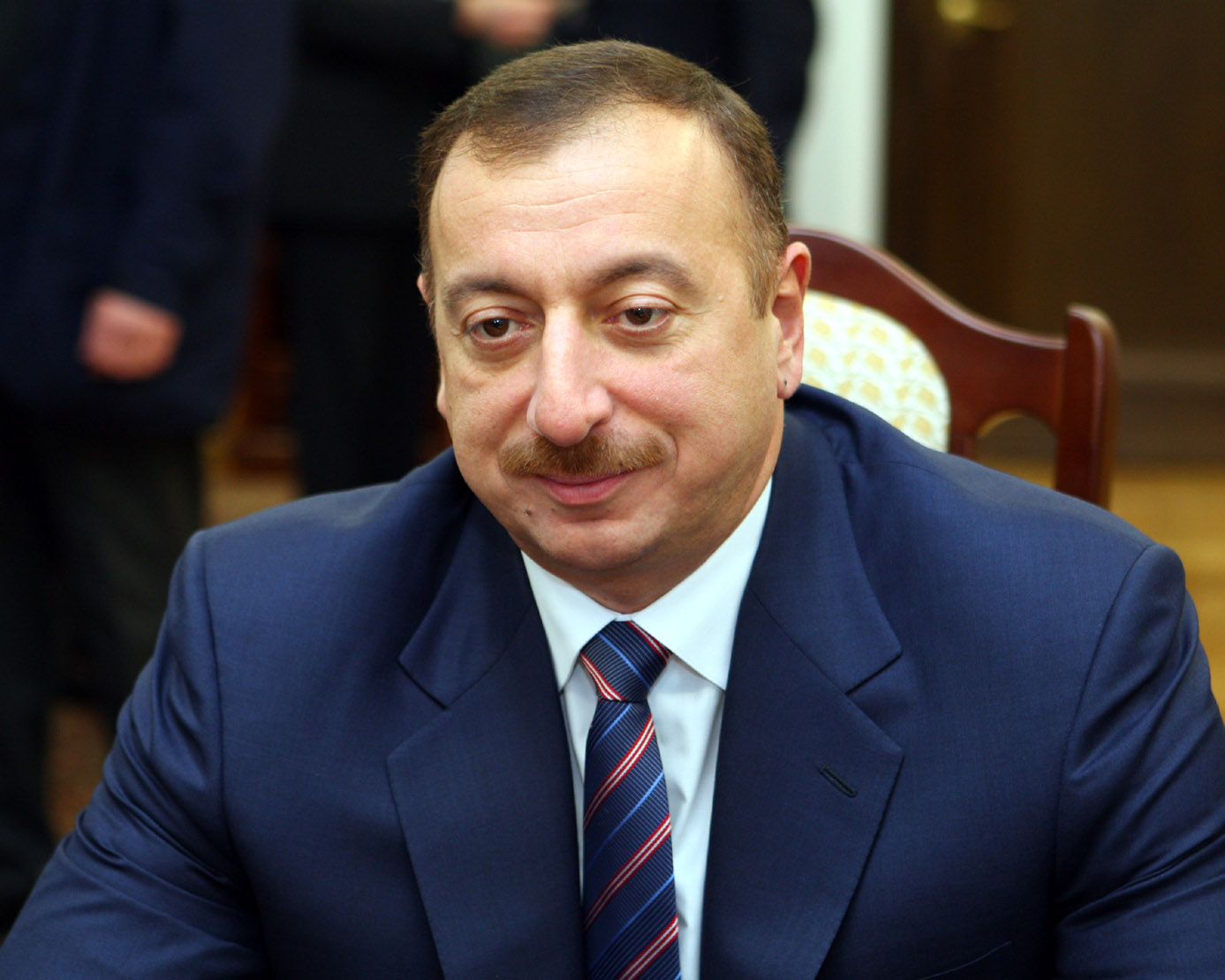
Переможець виборів Ільхам Алієв

Президе́нтські ви́бори в Азербайджа́ні відбулися 15 жовтня 2008 року, громадяни Азербайджану обирали президента на майбутні п'ять років.
Боротьбу за пост президента Азербайджану вели сім кандидатів: президент і лідер партії «Єні Азербайджан» Ільхам Алієв, голова опозиційної партії «Умід» Ігбал Агазаде, голова «Партії великого творення» Фазіль Газанфароглу, голова «Партії народного фронту цілісного Азербайджану» Гудрет Гасангулієв, голова партії «Сучасний Мусават» Хафіз Гаджієв, голова Ліберально-демократичної партії Азербайджану Фуад Алієв і незалежний кандидат Гуламгусейн Алібейлі. Шість останніх претендентів, хоч формально й представляють різні партії, цілком лояльні до чинної влади. Багато з них навіть не вели передвиборну агітаційну кампанію. Більшість опозиційних сил Азербайджану відмовилися від участі в президентських виборах у країні. Головними мотивами цього рішення були названі відсутність передвиборного демократичного клімату, пасивність позиції населення країни та інші. Представники опозиції звинуватили владу у фальсифікації як попередніх президентських, так і парламентських виборів. Проте, Ільхам Алієв в умовах бурного економічного розвитку на нафтовому бумі і стабільності країни має доволі високий рейтинг, натомість опозиція розтратила свой вплив.
Центральна виборча комісія Азербайджану 19 жовтня оголосила остаточні підсумки минулих президентських виборів. Як і очікувалося, перемогу з результатом 88,73 % голосів здобув діючий президент Ільхам Алієв. У порівнянні з виборами 2003 року вотум довіри Алієву зріс на 14 %. П'ять років тому він отримав 76,84 % виборців. Майже на 5 відсотків збільшилася і явка: у 2003 році вона становила 71,2 %, а e 2008 — 75,65 %.
З решти кандидатів І. Агазаде набрав 2,86 % голосів, Ф. Газанфароглу — 2,47 %, Г. Гасангулієв — 2,28 %, Г. Алібейлі — 2,23 %, Ф. Алієв — 0,78 % і Х. Гаджієв — 0,65 %.
За виборами глави держави в Азербайджані стежили понад 1 тис. 230 міжнародних спостерігачів з 60 країн. Більше всього приїхало представників Ради Європи, ОБРЄ і СНД. Спостерігачі ГУАМ стверджують, що вибори були організовані і проведені відповідно до міжнародних зобов'язань і стандартів демократичних виборів, включаючи зобов'язання і стандарти ОБСЄ і Ради Європи, а також національного законодавства, правил і процедур, розроблених ЦВК Азербайджану. Вибори пройшли в дусі змагальності, і, загалом, можуть бути оцінені позитивно, як вільні і справедливі", — говориться в заяві.
Конституційний суд Азербайджану 22 жовтня офіційно оголосив Ільхама Алієва президентом республіки на другий п'ятирічний термін.